# Црква Рођења Пресвете Богородице у Витковцу
Црква Рођења Пресвете Богородице у Витковцу, насељеном месту на територији општине Алексинац, припада Епархији нишкој Српске православне цркве. Црква је подигнута на темељима средњевековног храма светог великомученика Нестора, који је подигао преподобни Нестор Синаит.
Новоподигнута црква основи је правоугаона грађевина са полукружном олтарском апсидом и двема симетричним певничким апсидама. Обновљени Храм освеђен је 1871. године од стране Епископа неготинског Евгенија. У току српско- турских ратова храм је разорен, поново обновљен, осликан и поново освећен од стране епископа нишког Никанора Ружичића 1902. године и посвеђен Рођењу Пресвете Богородице. Године 1939. израђен је иконостас, који је осликао академски сликар Василије Рудановски, професор мушке гимназије у Нишу.
У порти се на северној страни од цркве налази гробница где су положене кости изгинулих ратника у борбама на Ђуниском вису 1876. године. На западној страни налази се звонара од тврдог материјала која је сазидана 1909. године са два звона. Оба звона су из 1891. године са натписом „За владе Александра Обреновића краља Србије и епископа нишког Јеронима заузимањем Тодора Павића, проте алексиначког и бившег тутора”. Антиминс у храму је освеђен 2012. године од стране епископа нишког господина Јована.
Приликом извођења радова на темељима цркве 1870. године пронађена је плоча са натписом на старословенском језику на којој је урезано име Петар Гребељановић, по легенди очуваној у Витковцу, Петар је био брат кнеза Лазара и вероватно ктитор цркве.